# Arenas de Iguña
Arenas de Iguña est une commune espagnole (municipio) située dans la communauté autonome monoprovinciale de Cantabrie.